# Reussia (protista)
Reussia es un género de foraminífero bentónico considerado un sinónimo posterior de Reussella de la familia Reussellidae, de la superfamilia Buliminoidea, del suborden Buliminina y del orden Buliminida. Su especie tipo era Verneuilina spinulosa. Su rango cronoestratigráfico abarca desde el Ypresiense (Eoceno inferior) hasta la Actualidad.

## Discusión
Clasificaciones previas incluían Reussia en el suborden Rotaliina del orden Rotaliida.

## Clasificación
Reussia incluía a las siguientes especies:
- Reussia armata
- Reussia eocena
- Reussia regularis
- Reussia spinulosa